# Adelaide Saraceni
Pour les articles homonymes, voir Saraceni.
Adelaide Saraceni, née le 25 septembre 1895 à Rosario (Argentine) et morte le 25 mai 1995 à Milan (Italie), est une soprano italo-argentine.